# Timyra
Timyra is een geslacht van vlinders van de familie Lecithoceridae.

## Soorten
- T. aeolocoma Meyrick, 1939
- T. alloptila Meyrick, 1916
- T. aulonitis Meyrick, 1908
- T. autarcha Meyrick, 1908
- T. cicinnota Meyrick, 1916
- T. cingalensis Walsingham, 1886
- T. crassella (Felder, 1875)
- T. dipsalea Meyrick, 1908
- T. extranea Walsingham, 1891
- T. floccula Bradley, 1965
- T. irrorella (Walsingham, 1886)
- T. lecticaria Meyrick, 1916
- T. machlas Meyrick, 1905
- T. marmaritis Meyrick, 1906
- T. metallanthes Meyrick, 1905
- T. orthadia Meyrick, 1906
- T. parochra Meyrick, 1906
- T. pastas Meyrick, 1908
- T. peronetris Meyrick, 1908
- T. phorcis Meyrick, 1908
- T. phycisella (Walker, 1864)

- T. praeceptrix Meyrick, 1910
- T. pristica Meyrick, 1916
- T. schoenota Meyrick, 1908
- T. selmatias Meyrick, 1908
- T. stachyophora Meyrick, 1908
- T. stasiotica Meyrick, 1908
- T. temenodes Meyrick, 1922
- T. tinctella (Walsingham, 1886)
- T. toxastis Meyrick, 1908
- T. xanthaula Meyrick, 1908